# 강성네트망
강성네트망(强盛네트網)은 조선민주주의인민공화국에서 4세대 이동통신 서비스를 제공하는 조선민주주의인민공화국 제 2의 이동통신사로 오라스콤 그룹과 북한 체신성의 합작과는 다르게 2013년도에 조선민주주의인민공화국 당국에 의해서 자체적으로 설립되었으며, 조선로동당의 통제를 받는 이동통신사다. 고려링크와 제3 이동통신사인 별의 경쟁사로 평양에 본사를 두고 있다.

## 서비스
3세대 WCDMA 이동통신 서비스를 제공한다. 허가받은 고위 간부 및 외국인을 대상으로 한 3G 데이터 서비스도 지원한다.
현재는 북한 주민에게도 서비스가 제공이 되는데 현재 북한 주민에게는 3G 데이터 서비스를 광명망으로 서비스를 하고 있음을 알수가 있다.
그리고 2017년에 고려링크가 현재 HSPA 모바일 인트라넷 서비스를 김정은이 재가로 허용하였을 때 강성네트도 허용을 하였을 것으로 모바일 인트라넷 서비스 제공자로 지정이 되어 있다.
2023년 12월 기준으로 중국의 도움을 받아 4G LTE 통신서비스를 시범적으로 시작했다고 한다. 평양시 중심구역 일부에서만 사용되고 있긴 하지만, 4G 서비스를 위한 통신탑은 오는 2025년까지 80% 이상 구축을 목표로 사업이 진행되고 있다.

## 번호 체계
김일성 주석이 태어난 해를 상징하는 1912 혹은 1913으로 시작하는 번호를 부여받는다.

## 요금 지불 방식
강성네트망의 요금은 경쟁사인 고려링크와 마찬가지로 선불 방식으로 최소한 조선민주주의인민공화국의 화폐로 정해진 금액 이상을 납입한 뒤 필요할 때마다 충전하여 쓴다. 정해진 납입시기가 있는 것이 아니라, 충전된 금액이 통화할 때 바로 빠져나가는 방식이다.

## 가입 대상
누구나 가입할 수 있으며, 고려링크와 마찬가지로 외국인도 가입 가능하다. 방북한 대한민국 국민의 경우 유의해야할 점은, 대한민국과는 통화 연결이 되지 않는다.

## 이용자 수 보고
현재 강성네트망의 이용자수는 현재 2015년 기준으로 100만명이 있을 것으로 알려져 있는 가운데 대부분 양강도와 함경도 부근에 서비스를 이용하고 있는 이용자가 많고 특히 서비스도 그러하게 나쁘지 않다는 것이다.

## 같이 보기
- 고려링크